# Hydrodendron gorgonoide
Hydrodendron gorgonoide är en nässeldjursart som först beskrevs av Sars 1873.  Hydrodendron gorgonoide ingår i släktet Hydrodendron och familjen Haleciidae. Inga underarter finns listade i Catalogue of Life.